# Najnowszy klip
Najnowszy klip – czwarty singel polskiego piosenkarza Dawida Podsiadły z jego trzeciego albumu studyjnego, zatytułowanego Małomiasteczkowy. Singel został wydany 2 września 2019.
Kompozycja znalazła się na 1. miejscu listy AirPlay – Top, najczęściej odtwarzanych utworów w polskich rozgłośniach radiowych. Nagranie otrzymało w Polsce status diamentowego singla, przekraczając liczbę 100 tysięcy sprzedanych kopii.

## Geneza utworu i historia wydania
Piosenka została napisana i skomponowana przez Dawida Podsiadłę oraz Bartosza Dziedzica, który odpowiada także za produkcję utworu.
Singel ukazał się w formacie digital download 2 września 2019 w Polsce za pośrednictwem wytwórni płytowej Sony Music Entertainment Poland. Piosenka została umieszczona na trzecim albumie studyjnym Dawida Podsiadły – Małomiasteczkowy.

## „Najnowszy klip” w stacjach radiowych
Nagranie było notowane na 1. miejscu w zestawieniu AirPlay – Top, najczęściej odtwarzanych utworów w polskich rozgłośniach radiowych.

## Teledysk
Do utworu powstał teledysk w reżyserii Tadeusza Śliwy, który udostępniono w dniu premiery singla za pośrednictwem serwisu YouTube.

## Lista utworów
- Digital download[2]

1. „Najnowszy klip” – 3:49

## Notowania

### Pozycje na listach airplay
| Kraj   | Lista (2019)      | Najwyższa pozycja |
| ------ | ----------------- | ----------------- |
| Polska | AirPlay – Top     | 1                 |
| Polska | AirPlay – Nowości | 1                 |

## Certyfikaty
| Kraj          | Certyfikat       | Sprzedaż |
| ------------- | ---------------- | -------- |
| Polska (ZPAV) | diamentowa płyta | 100 000+ |